# Eucalymnatus tessellatus
Eucalymnatus tessellatus är en insektsart som först beskrevs av Victor Antoine Signoret 1873.  Eucalymnatus tessellatus ingår i släktet Eucalymnatus och familjen skålsköldlöss. Inga underarter finns listade i Catalogue of Life.